# شهرستی
شهرستی (به لاتین: Shahrasti) یک منطقهٔ مسکونی در بنگلادش است که در ناحیه چاندپور واقع شده‌است. شهرستی ۱۵۴٫۸۳ کیلومتر مربع مساحت و ۱۸۰٬۶۴۳ نفر جمعیت دارد.